# Région minière Erzgebirge/Krušnohoří
La région minière d'Erzgebirge/Krušnohoří (Montanregion Erzgebirge) est un exemple d'un patrimoine industriel vieux de plus de 800 ans, dans la région frontalière entre le land allemand de Saxe et la Bohême du Nord en République tchèque. Elle se caractérise par une pléthore de monuments historiques liés à l'industrie minière de la région. Le 6 juillet 2019, la région minière d'Erzgebirge/Krušnohoří a été inscrite au patrimoine mondial de l'UNESCO, grâce à son témoignage exceptionnel des progrès de la technologie minière au cours des 800 dernières années.

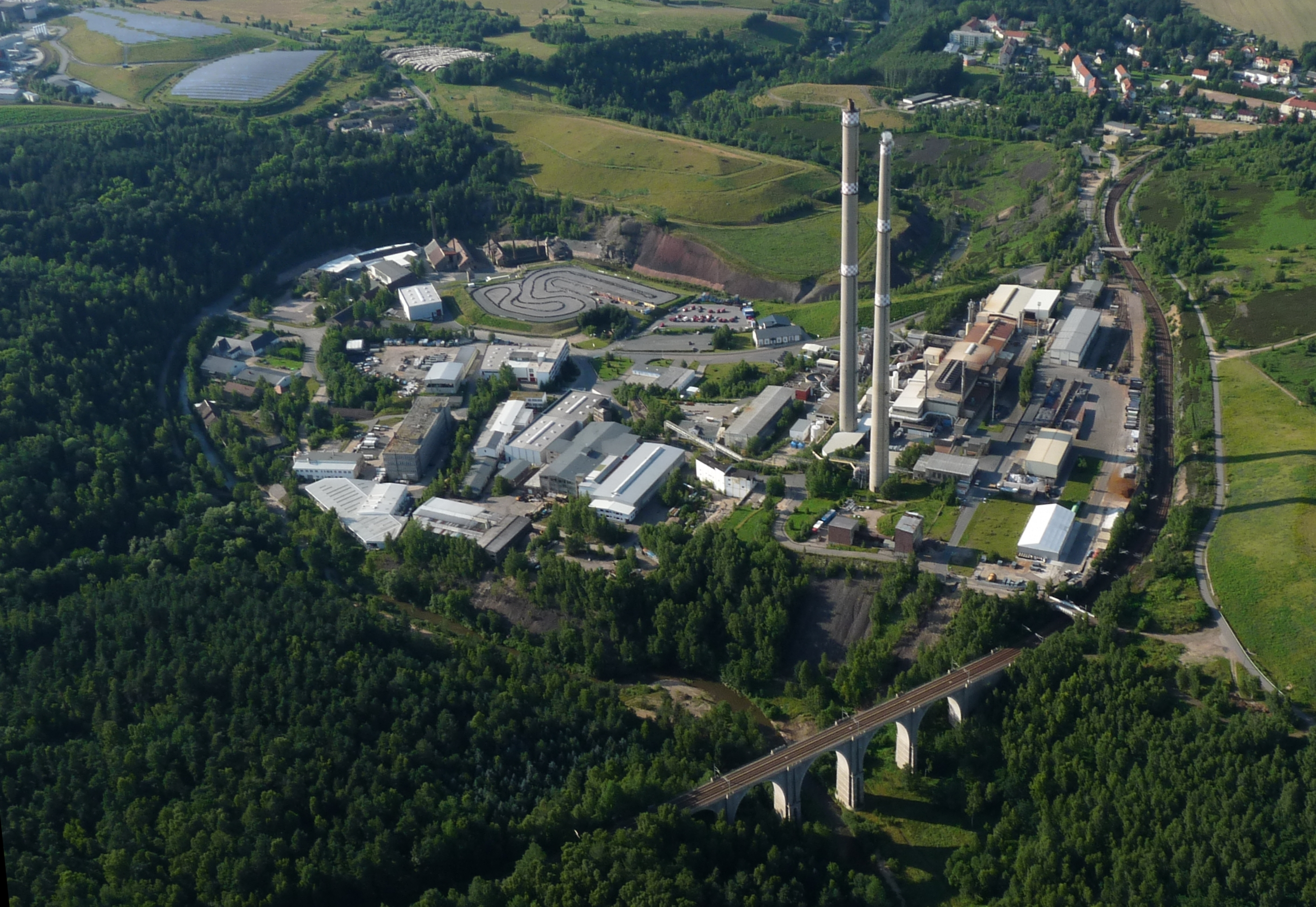
Complexe Muldenhütten

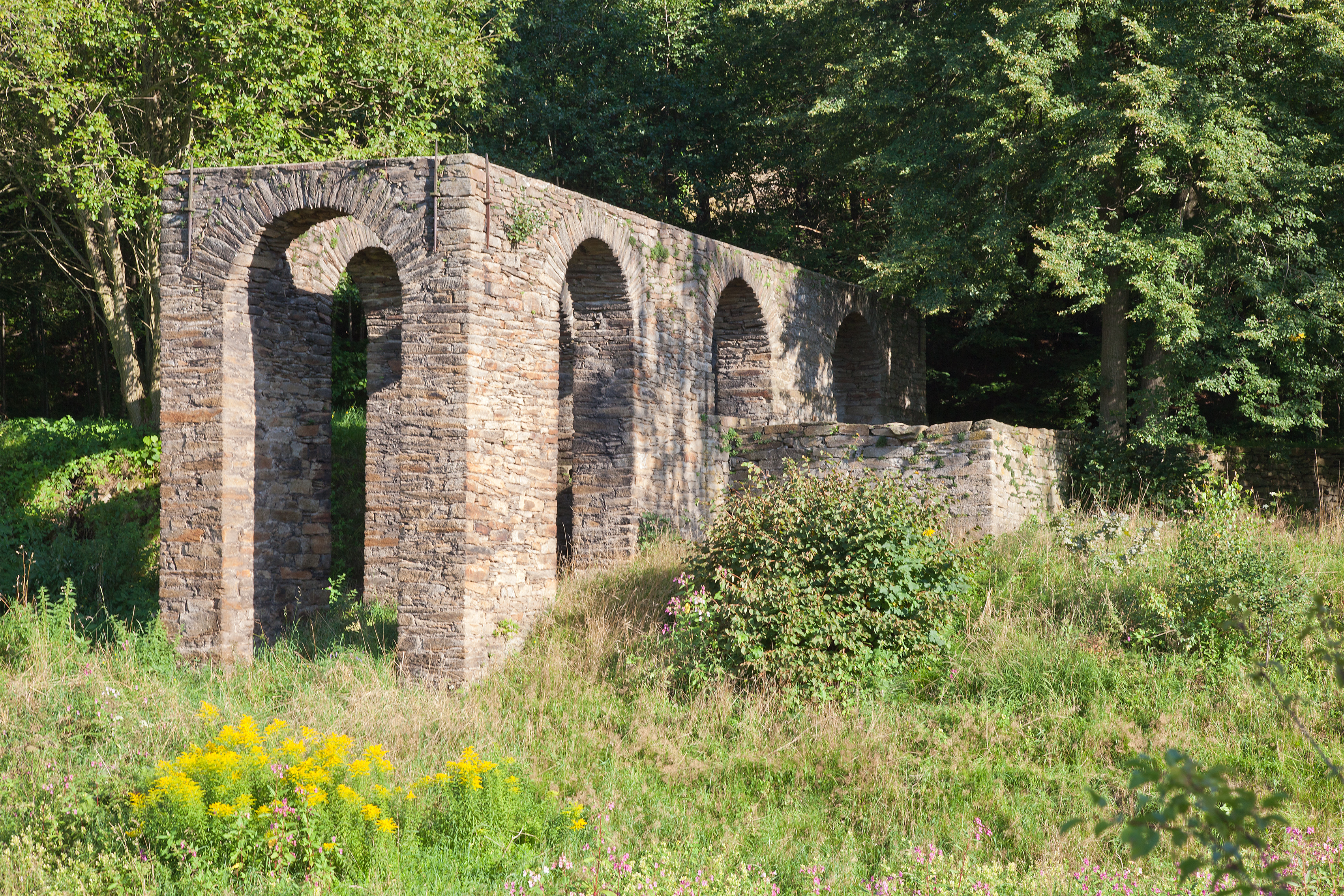
Maison de péniche dans le canal minéralier

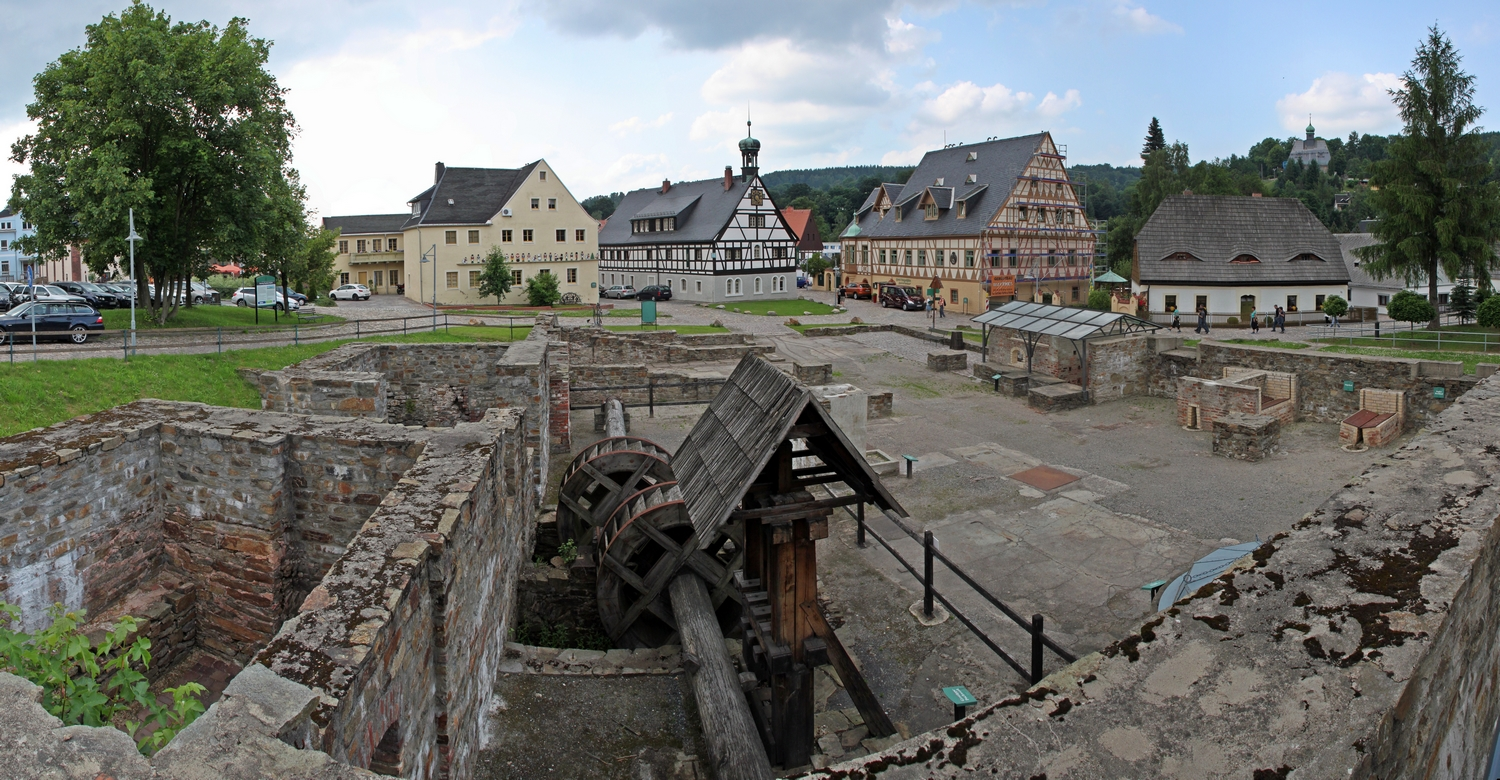
Complexe Saigerhütten

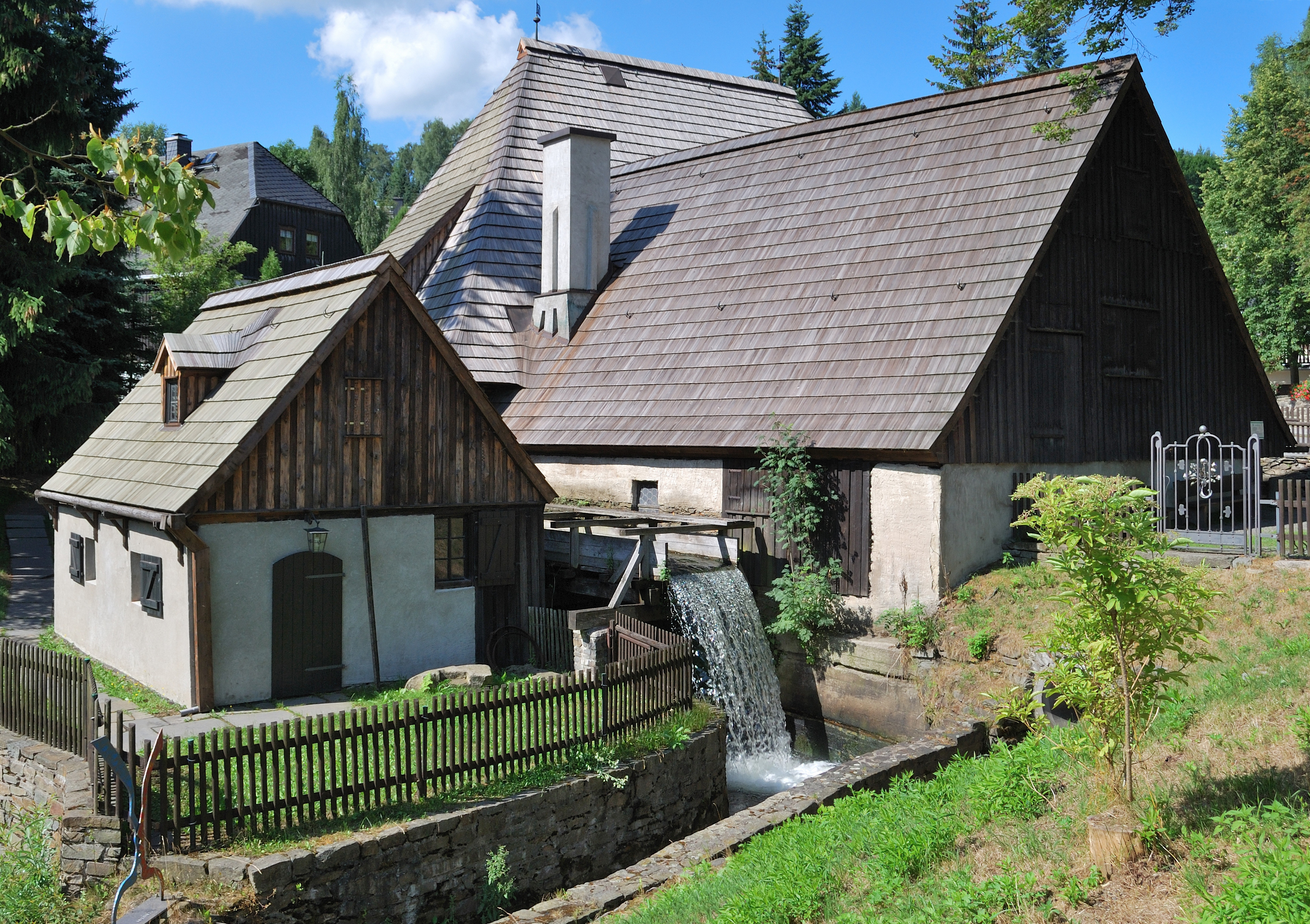
Broyeur à marteaux

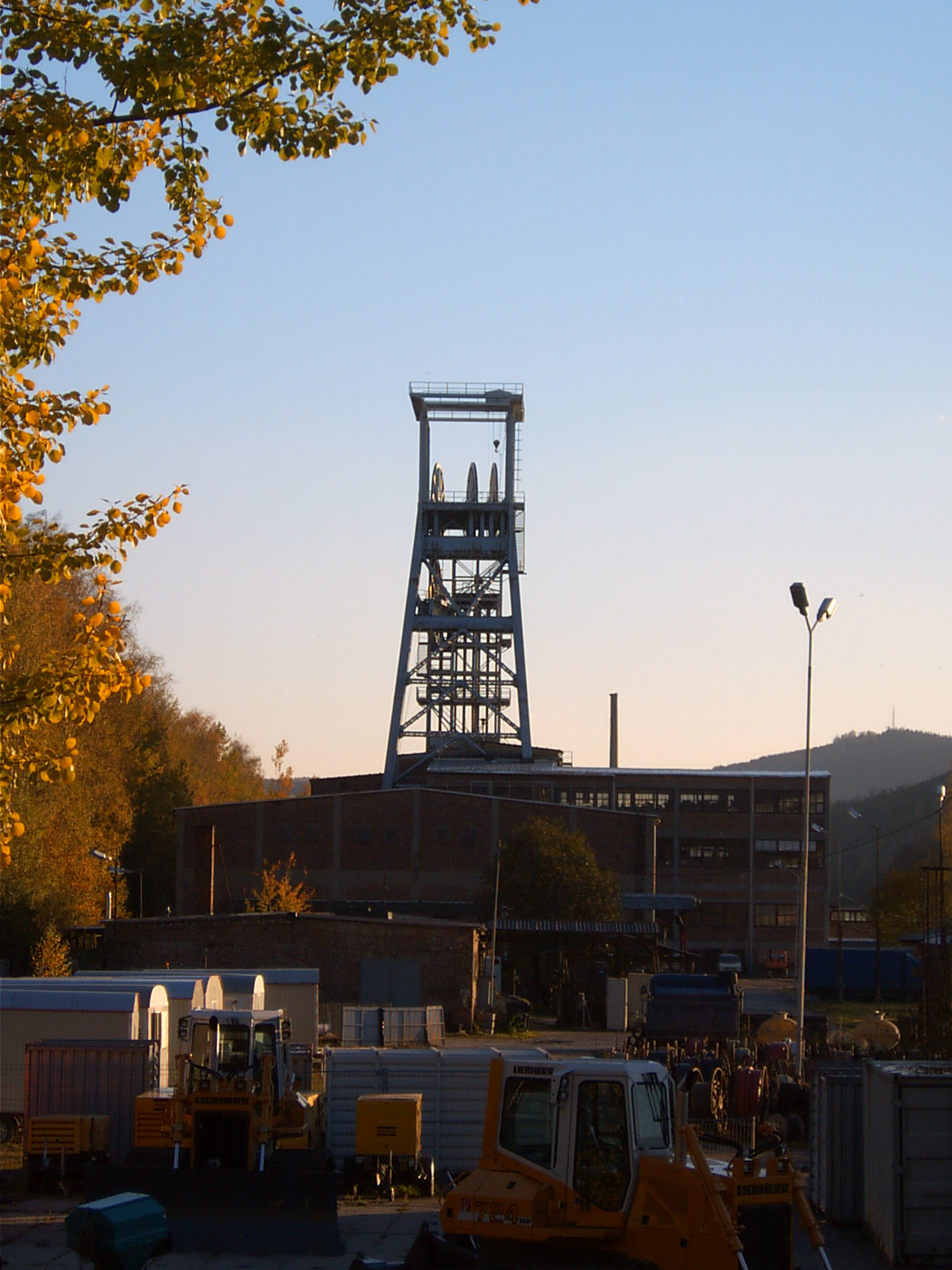
Well Tower 371 à l'automne 2004

## Description
La région minière d'Erzgebirge /Krušnohoří s'étend sur environ 95 kilomètres de long et 45 kilomètres de large, à la frontière entre l'Allemagne et la République tchèque, et contient une grande densité de sites miniers et de monuments historiques. Le site du patrimoine mondial comprend 22 complexes industriels de ce type (17 en Allemagne et 5 en Tchéquie). En raison de l'intensité et de la nature continue de l'activité minière dans la région, l'ensemble du paysage est fortement influencé par l'exploitation minière, les transports, l'approvisionnement en eau et l'urbanisme. La région comprend de nombreux exemples bien préservés de mines abandonnées, y compris les mines elles-mêmes, les puits de mine, les fonderies et les broyeurs à marteaux.

## Histoire
Depuis la première découverte d'argent, en 1168 à Christiansdorf sur le territoire de l'actuel Freiberg, qui fait partie du camp minier de Freiberg, l'exploitation minière s'est déroulée en continu jusqu'en 1990. Durant cette période, plusieurs extractions étaient de différents métaux. L'argent a été le premier métal extrait dans la région (en particulier autour de Freiberg), et la région a été la première au monde dans l'extraction de ce métal entre le XIVe siècle et le XVIe siècle,. Dans la région des Monts Métallifères de Bohême, Krupka est devenue la ville à la croissance la plus rapide, en raison de ses mines d'étain, et plus tard de fer, de plomb, de cuivre et de mercure. Après le déclin des gisements superficiels d'argent et d'étain, au XVIe siècle, la région est devenue célèbre en tant que producteur mondial de cobalt, statut qu'elle a conservé jusqu'au milieu du XVIIIe siècle. Par la suite, aux XIXe siècle et XXe siècle, l'anthracite et l'uranium ont été extraits, qui sont devenus des moteurs du développement économique de la Saxe. Aujourd'hui, des recherches sont en cours pour l'exploitation commerciale des mines d'indium, de tungstène, d'étain et de lithium.